# Johnny Carson (televisiepresentator)
Johnny Carson (Corning (Iowa), 23 oktober 1925 – Malibu (Californië), 23 januari 2005) was een Amerikaanse televisiepresentator.
Hij begon zijn loopbaan in de entertainment met goochelen.
Na tijdens de Tweede Wereldoorlog bij de marine te hebben gezeten werd hij presentator bij de radio en vanaf de jaren vijftig trad hij als komiek op de tv op.
Vanaf 1962 tot 1992 presenteerde hij vijf keer per week zijn beroemde praatprogramma The Tonight Show van de NBC, de eerste 'Late Night Show' ter wereld.
In 1992 droeg hij het stokje over aan Jay Leno. 
Het belang van zijn televisieshow was zeer groot, iedereen die ook maar iets betekende in de Verenigde Staten kwam bij hem langs, Johnny Carson had dan ook de status van een 'televisie-icoon'.
Hij won hiermee zeven Emmy Awards, de bekende televisieoscars en in 1992 kreeg hij van president George H.W. Bush zelfs de hoogste onderscheiding die een burger kan krijgen.
In totaal heeft hij 4350 uitzendingen verzorgd en kwamen er zo'n 22.000 gasten langs.
Kenmerkend voor het begin van zijn televisieshow was dat deze werd aangekondigd met Heeeere's Johnny!! (deze zin werd om een andere reden ook buiten de V.S. bekend: hij werd in 1980 namelijk uitgesproken door acteur Jack Nicholson in The Shining).
Op 19 december 1973 vertelde de presentator tijdens zijn show dat er een ernstig tekort zou zijn aan toiletpapier. De grap werd juist bewaarheid, doordat iedereen toiletpapier ging hamsteren. Het duurde 3 weken voordat de supermarkten de schappen weer normaal gevuld hadden.
Johnny Carson die een verwoed roker was, leed al een paar jaar aan longemfyseem waaraan hij uiteindelijk ook is overleden.
Als Mark Chapman niet John Lennon vermoord zou hebben, zou hij hoogstwaarschijnlijk Johnny als slachtoffer gekozen hebben. Dat zei hij zelf in een verhoor na de moord.